# 鈴木侑
鈴木 侑（すずき ゆう、2001年1月19日 - ）は、日本の女子バスケットボール選手である。ポジションはシューティングガード。Wリーグのプレステージ・インターナショナル アランマーレ所属。

## 来歴
静岡県出身。
浜松開誠館高校でウィンターカップベスト8を経験。
高校卒業後は筑波大に進学。インカレ3位を経験。
2023年1月、プレステージ・インターナショナル アランマーレにアーリーエントリーとして加入。

## 日本代表歴
- 2017 U16アジアカップ（準優勝）
- 2018 U17ワールドカップ